# Маматов (издательство)
 «Маматов» (осн. в 2005, Санкт-Петербург) — одно из российских издательств, специализирующееся на выпуске справочной, краеведческой и художественной литературы. Имеет филиал в г. Перми.

## История
Издательство было основано в 2005 году И. Ю. Маматовым. Значимая часть издаваемой печатной продукции посвящена истории и традициям Пермского края. Регулярно издаются книги пермских писателей.
Выпуск издательством книги Евгения Сапиро «Никого впереди» в 2015 году, получил широкий резонанс в пермских и российских СМИ. Достаточно широко в 2015 году освещался выпуск книги «Сказки народов Пермского края» .

## Издательские продукты

### Книжные серии
- Проект «Библиотека российской поэзии»[7][8][9]: издание серии книг, куда вошли произведения российских поэтов прошлого и настоящего (Алексей Решетов, Александр Кердан, Николай Година,  Владимир Радкевич, Нина Ягодинцева,  Анатолий Гребнёв , Валентина Телегина , Сергей Чепров , Наталья Поляченкова , Борис Бурмистров , Елена Безрукова  (сейчас — министр культуры Алтайского края)[10], Нина Ягодинцева [11], Сергей Филатов , Валентина Сергеева ).
- Открытие России.
- Фольклор народов России.
- Народы Пермского края.
- Народы Перми.

## Награды
- 2006 — книга стихов Валентины Телегиной «Богородская трава», изданная издательством «Маматов» в серии «Библиотека российской поэзии», стала лауреатом премии Пермского края в сфере культуры и искусства.
- 2007 — книга Валентины Овчинниковой «Кержаки», изданная издательством «Маматов», получила диплом конкурса «Просвещение через книгу» издательского совета Русской православной церкви в номинации «Лучший дебют».[12]
- 2011 — книга Бориса Бурмистрова «Избранное. Сквозь сумерки времен», изданная издательством «Маматов»[13], получила Большую литературную премию России[14].
- 2012 — издательский проект «Открытие. Пермский край» издательства «Маматов» стал лауреатом всероссийского конкурса региональной и краеведческой литературы «Малая Родина» в номинации «Образ Родины» (организатор конкурса — Федеральное агентство по печати и массовым коммуникациям).[15]

Полный список наград и премий издательства можно посмотреть на сайте издательства.